# 田中雅彦 (バドミントン選手)
田中 雅彦（たなか まさひこ、1966年12月10日 - ）は、オーストリアのバドミントン選手。身長170 cm。右利き。神奈川県横浜市神奈川区出身。横浜市立松本中学校、神奈川県立鶴見高等学校、京都外国語大学（大学院）を経て渡欧。元オーストリア代表。ヨネックスなどと用具契約。

## 概要
1992年に単独ヨーロッパに渡り、オーストリア・ウィーンのクラブチームにスカウトされる。その後、オーストリアのプロリーグで活躍し、国際大会に参加した日本人初のプロバドミントン選手。
1997年から2002年にかけてウィーンランキングトーナメントのシングルス、男子ダブルス、混合ダブルスの三種目で優勝する三冠を達成、同大会では数多くの入賞を果たしている。また、ウィーンランキングでもシングルス、男子ダブルス、混合ダブルスの三種目で1位になっている。
国際大会では近隣諸国であるハンガリーやスロベニアの大会で実績を残し、2001年にオーストリア代表としてヨーロッパサーキットに参戦を開始、オーストリア国際以外にポルトガル国際、クロアチア国際、キプロス国際などに単独で乗り込み国際大会での経験を積んだ。また同年、全英オープン に参加した後、ジャパンオープンにもオーストリア代表としてエントリー、国立代々木競技場に凱旋帰国した。ジャパンオープンではリー・チョンウェイ（世界ランキング1位、オリンピック銀メダリスト）と対戦している。
2004年にはテレビ朝日系「ポカポカ地球家族」がウィーンを取材に訪れ、2005年2月19日にこれが放送されると、日本のバドミントン界で大きな反響を呼んだ。以来、日本から数多くのバドミントンプレーヤーがウィーンを訪れている。
2010年2月にウィーンで開催されたオーストリア国際では、スイスプロリーグで活躍する平松孝浩と組んで男子ダブルスに参戦、この大会を機に国際大会から引退した。43歳という年齢での国際大会参加は話題となった。
2021年からオーストリア最高峰のエリートランキングトーナメントに、参加者中最高年齢の54歳でシングルス、男子ダブルス、混合ダブルスの三種目にエントリーするフル参戦を開始。

## プレースタイル
得意種目のシングルスはフットワークを生かしてひろう守備型。腕力の強いヨーロッパ人に対して、ミスの少ないプレーで相手のスタミナを奪う。シングルスのみならず、男子ダブルスと混合ダブルスもこなす。